# Life Is Strange: Double Exposure
Life Is Strange: Double Exposure è un videogioco di tipo avventura grafica sviluppato da Deck Nine Games e pubblicato da Square Enix. Quinto capitolo principale della serie Life Is Strange, è il seguito diretto del primo capitolo del 2015, Life Is Strange. La trama è incentrata su una Max Caulfield più grande che, dopo aver scoperto nuove abilità soprannaturali che le consentono di viaggiare tra due linee temporali, si ritrova a indagare su un caso di omicidio che coinvolge la sua nuova migliore amica.
Double Exposure è stato pubblicato per PlayStation 5, Xbox Series X/S e Microsoft Windows il 29 ottobre 2024 la versione per Nintendo Switch, sviluppata da Engine Software, è stata distribuita in digitale il 19 novembre 2024 e sarà resa disponibile nella versione fisica il 28 gennaio 2025.

## Trama
A fine 2023, Max Caulfield si è trasferita a Lakeport, nel Vermont, dove lavora come fotografa alla Caledon University. Qui instaura una nuova amicizia con Safi, ma il legame viene spezzato quando Max trova il corpo senza vita di Safi nella neve.  
Questo evento innesca l’apertura di un portale che conduce Max in una realtà parallela dove Safi è ancora viva, ma in pericolo.  

## Sviluppo
Nel giugno 2024, durante l'Xbox Games Showcase, Deck Nine ha rivelato il suo ultimo capitolo della serie Life Is Strange, Life is Strange: Double Exposure. Il titolo funge da sequel diretto del primo capitolo del 2015, Life Is Strange, con Hannah Telle che riprende il suo ruolo della protagonista Max Caulfield.
Il gioco offre ai giocatori la possibilità di scegliere un finale, evitando la decisione di rendere canonico uno dei finali del primo gioco. I direttori creativi del gioco hanno voluto rispettare i finali originali, introducendo al contempo una nuova narrazione che riflettesse le sfide passate di Max. Hanno evidenziato che le decisioni del giocatore, influenzate dai pensieri di Max, dal diario, dagli SMS e dalle interazioni, determinano il risultato. Il gioco introduce una nuova abilità per Max, che le consente di spostarsi tra linee temporali parallele, fornendole una nuova prospettiva e una nuova prospettiva sugli eventi.

## Distribuzione
Life Is Strange: Double Exposure è stato pubblicato per PlayStation 5, Xbox Series X/S e Microsoft Windows il 29 ottobre 2024. I giocatori che hanno preordinato la Ultimate Edition del gioco hanno ricevuto l'accesso anticipato ai primi due capitoli a partire dal 15 ottobre 2024. La Deluxe Edition aggiunge alcuni piccoli elementi cosmetici e un contenuto di gioco legato a un gatto scomparso. L'accesso anticipato all'edizione definitiva ha sollevato preoccupazioni circa gli spoiler.
Don't Nod, lo sviluppatore di due dei precedenti giochi di Life Is Strange, ha ritardato il suo nuovo gioco, Lost Records: Bloom & Rage, al 2025 per evitare di competere con Double Exposure.

## Accoglienza
Secondo Metacritic la risposta della critica alle versioni PlayStation 5 e Xbox Series X/S di Double Exposure è stata "mista" o "media", mentre la versione per PC ha ricevuto un'accoglienza "generalmente favorevole".

## Riconoscimenti
- 2024 – The Game Awards[8]
  - Candidatura alla miglior interpretazione a Hannah Telle (Max Caulfield)
  - Candidatura al gioco di maggior impatto